# 레고랜드 재팬 리조트
레고랜드 재팬 리조트(일본어: レゴランド・ジャパン, 영어: Legoland Japan Resort)는 일본 아이치현 나고야시 미나토구에 위치한 레고 테마파크이다. 2017년 4월 1일 개장하였다. 일본의 첫 번째 레고랜드로, 아시아에서는 레고랜드 말레이시아에 이은 두번째 레고랜드이며, 전세계에서 8번째 레고랜드이다.